# Сеноманські вапняки (Кремінне)
Сенома́нські вапняки́ — геологічна пам'ятка природи місцевого значення.
Розташована у с. Кремінне Могилів-Подільського району Вінницької області у долині р. Дністер.
Оголошено відповідно до Рішення Вінницького облвиконкому від 30.07.1969 р. № 441 та від 29.08.1984 р. № 371. Площа - 1 га. Користувач - Кремінська сільська рада (з 2020 року - Яришівська сільська громада).
Охороняється могутній мальовничий вихід на поверхню сеноманських вапняків із формами вивітрювання вапнякових скель шириною 200 м, висотою 20 м на лівому березі річки Дністер. 
Вапняки потужністю 15-20 м. крейдоподібні, масивні, однорідні, відносно легкі, легко ріжуться і розколюються. Нижче залягають задреновані відклади венду.
Відслонення має красивий вигдяд. Екологічний стан добрий. 